# Calamospondylus
Calamospondylus ("obratel ve tvaru brka") byl rodem teropodního dinosaura, žijícího na území Velké Británie v období spodní křídy. Typový druh C. oweni byl objeven amatérským sběratelem fosílií reverendem Williamem Darwinem Foxem v roce 1866, jde však o velmi nekompletní materiál. Tento taxon byl zaměňován například s rody Aristosuchus a Calamosaurus, jejich příbuzenské vztahy dosud nejsou zcela vyjasněny. Zřejmě jde o oviraptorosaura a jeho rozměry nelze přesně stanovit.